# John Shea
John Victor Shea III (North Conway, New Hampshire, 14 de abril de 1949) é um ator estadunidense.
É conhecido por ter interpretado Lex Luthor no seriado Lois & Clark: The New Adventures of Superman (1993-1997) e Charles Horman no filme Missing (1983). Em 1988 ganhou o Emmy do Primetime de "Melhor ator coadjuvante em minissérie" por sua performance em Baby M. Outras performances de destaque incluem o antagonista do filme Honey, I Blew Up the Kid (1992) e o protagonista do seriado Mutant X (2001-2004). Shea também teve participações especiais em seriados notáveis como Sex and the City, Law & Order, Law & Order: Criminal Intent e Gossip Girl.